# 国际航空集团货运
国际航空集团货运（英語：IAG Cargo）是國際航空集團的货物部门。IAG货运利用其旗下航空公司（如英国航空）的客运航班的货舱，并在都柏林机场、希思罗机场和阿道弗·苏亚雷斯马德里-巴拉哈斯机场的三大枢纽设置货运中心。IAG货运通过其旗下五家航空公司的客运网络，每周利用通往80多个国家（地区）的350多个目的地的超过一万五千班的客运航班提供货运服务。

## 运营
英航世界货运的货运服务由英航的主力机队提供，他还根据与全球供应系统的湿租协议运营货机，直至该公司于2014年结业为止。爱尔兰航空货运和西班牙国航货运则以二者的自有飞机提供货运服务。该公司于 2011年4月由英航世界货运和西班牙国航货运合并而成。在国际航空集团于2012年4月收购英倫航空之后，英伦货运航空也随之被合并，同样在2016年收购爱尔兰航空之后，该公司的货运部也被整合。
2021年6月，IAG货运与法荷航暨马丁航空货运 (AFKLM) 签署合作协议。